# Oiceoptoma inaequale
Oiceoptoma inaequale – gatunek chrząszcza z rodziny omarlicowatych.
Chrząszcz o ciele długości od 8,6 do 14,4 mm (wg innego źródła od 13 do 15 mm). Przedplecze i pokrywy ma jednolicie czarne, drobno i gęsto punktowane. Ponadto przedplecze porastają czarne szczecinki a każda z pokryw ma trzy żeberka. U samców pokrywy są na końcach zaokrąglone, natomiast u samic ogoniasto wyciągnięte.
Larwy są jasnobrązowe do ciemnorudobrązowych. Na drugim członie czułków mają pojedynczy stożek zmysłowy. 
Tergit przedtułowia mają na przedzie płytko wykrojony. Tylnoboczne kąty tergitów śródtułowia, zatułoiwa jak i odwłokowych do ósmego włącznie są jasne z ciemnymi kropkami lub skośnymi kreskami.
Omarlicowaty ten preferuje siedliska leśne, ale spotykany jest też na terenach otwartych. Imagines zimują. Są aktywne w dzień. Do padliny przylatują szybciej niż Oiceoptoma noveboracense czy Necrophila americana. Długość trwania stadium larwalnego wynosi około 20 dni, a poczwarki 2–3 tygodni.
Owad nearktyczny. Rozprzestrzeniony od południowego Ontario i Quebecu po Florydę na południu oraz Dakoty i Teksas na zachodzie.